# Jim Galanes
James Barrett „Jim“ Galanes (* 28. August 1956 in Brattleboro, Vermont) ist ein ehemaliger US-amerikanischer Skilangläufer und nordischer Kombinierer.

## Werdegang
Galanes nahm 1976 an den Olympischen Winterspielen in Innsbruck in der Nordischen Kombination an. Nach den Sprüngen von der Normalschanze und einem 15-km-Skilanglauf, beendete er den Wettkampf auf Platz 17. Zwischen 1976 und 1978 gewann Galanes dreimal den Paul-Nash-Layman-Award, der an den jeweiligen Sieger der US-amerikanischen Meisterschaft in der Nordischen Kombination vergeben wurde.
Anschließend trat Galanes als Langläufer bei den Olympischen Winterspielen 1980 in Lake Placid auf. Sein bestes Ergebnis in einem Einzelrennen war dabei ein 20. Platz über 50 Kilometer. Mit seinen Staffelkollegen Tim Caldwell, Stan Dunklee und Bill Koch belegte er Rang 8.
In Oslo bestritt Galanes bei den nordischen Skiweltmeisterschaften 1982 das Rennen über 30 km in der Freistil-Technik. Er beendete den Wettbewerb als 14.
Bei den Olympischen Winterspielen 1984 in Sarajevo erreichte Galanes über 30 und 50 Kilometer die Plätze 36 bzw. 31. Die Staffel mit Dan Simoneau, Caldwell und Koch belegte erneut den 8. Platz.
Zwischen 1982 und 1985 gelangen Galanes im Weltcup vier Platzierungen unter den Top Ten sowie drei nationale Meistertitel.
Nach seiner sportlichen Karriere arbeitete Galanes als Trainer und Bauingenieur. Von 1986 bis 1992 trainierte er die US-amerikanische Nationalmannschaft und war bis 1995 Cheftrainer der nordischen Disziplinen an der Stratton Mountain School in Stratton (Vermont). Von 1995 bis 2006 betätigte er sich als Skitrainer an der Alaska Pacific University. Des Weiteren gründete er Jim Galanes Consulting, eine Firma im Bauingenieurwesen, welche zur Landnutzung und Landplanungsfragen berät.
Galanes war mit der Skilangläuferin Lynn von der Heide-Spencer-Galanes verheiratet. Sein Bruder Joe Galanes war ebenfalls als Skilangläufer aktiv.